# IC 8
IC 8 је спирална галаксија у сазвјежђу Рибе која се налази на листи објеката дубоког неба у Индекс каталогу.
Деклинација објекта је - 3° 13' 19" а ректасцензија 0h 19m 2,6s. Привидна величина (магнитуда) објекта IC 8 износи 14,4 а фотографска магнитуда 15,1. IC 8 је још познат и под ознакама MCG -1-1-76, PGC 1234.